# Bischofsburg Odenpäh
Die Ruinen der Bischofsburg Odenpäh (estnisch Otepää piiskopilinnus) befinden sich in Otepää, Estland. Bei der Burg soll es sich um den ersten Ziegelbau Estlands handeln.

## Geschichte
Im 11. Jahrhundert war Otepää die wichtigste Festung der Esten der Region Ugaunen, gelegen an einer wichtigen Handelsstraße, die die Region von Westen nach Osten durchquerte. Die an einen Bärenkopf (estnisch Oti pää) erinnernde Gestalt des Berges hatte der Festung ihren Namen gegeben, und auch russische Chroniken bezeichneten die Burg als Bärenkopf. Die Estenburg wurde in den Jahren 1208 und 1210 in Brand gesetzt und 1216 neu errichtet.
Nach der Eroberung der Region durch den Deutschen Orden und der Gründung des Bistums Dorpat erbaute Bischof Hermann I. 1224 eine Burg, die zunächst Hauptresidenz des Bistums war. Schon im Herbst des Jahres 1225 waren die neuen Burgmauern aufgeführt. Die Bauarbeiten wurden später unter Bischof Alexander fortgeführt. Von der Burg aus erfolgte im 13. Jahrhundert die Besetzung von Wierland. Ab dem 17. Jahrhundert war die Burg verfallen.

## Architektur
Odenpäh war eine Höhenburg, wobei die Außenmauer der Festung der Form des Berges folgte. Auf einer erhöhten Stelle innerhalb der Ringmauer finden sich Spuren eines viereckigen Baus, so dass es sich bei der Burg vermutlich um eine von anderen Burgen bekannte Form der Turmburgen handelt.

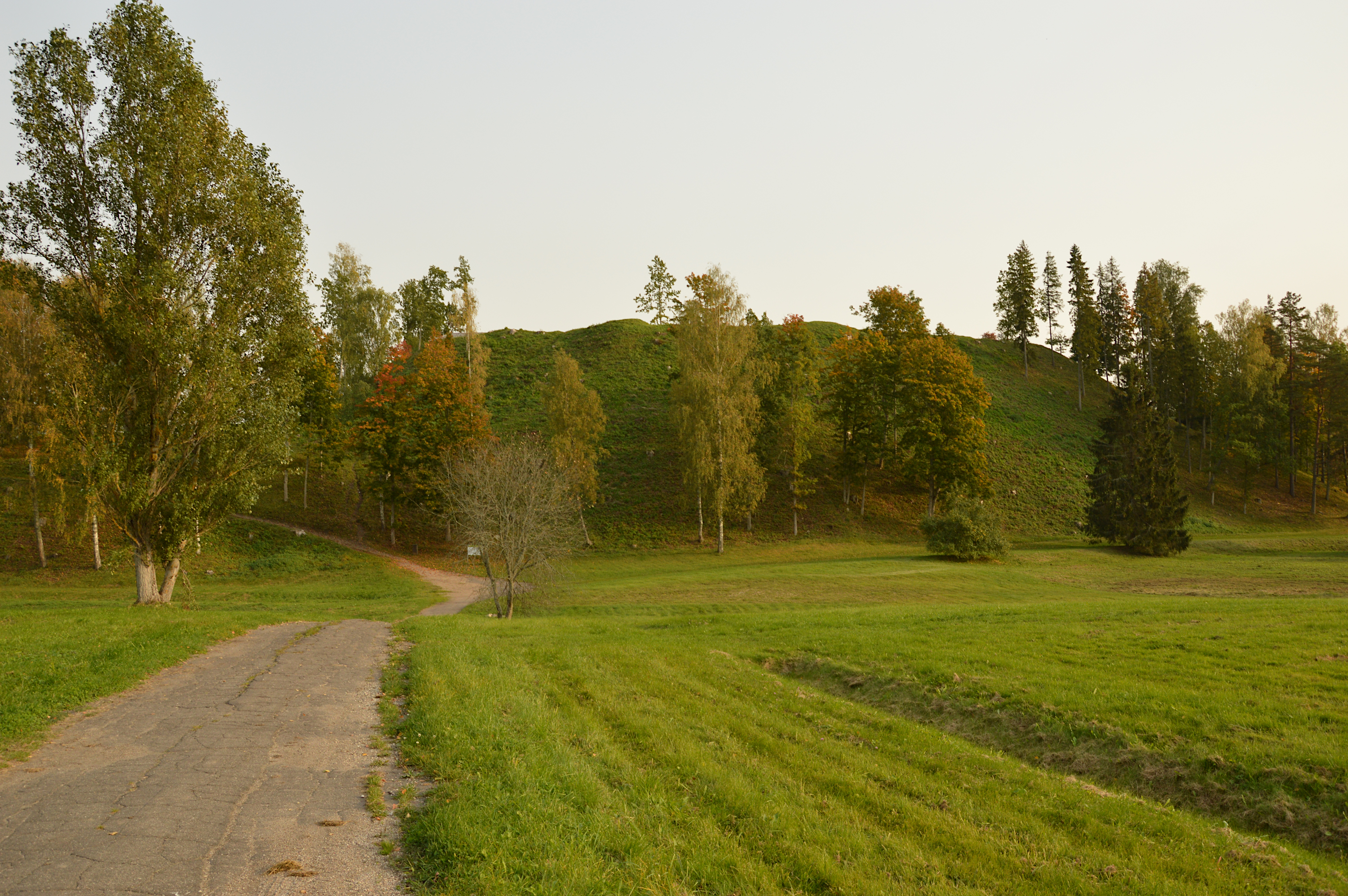
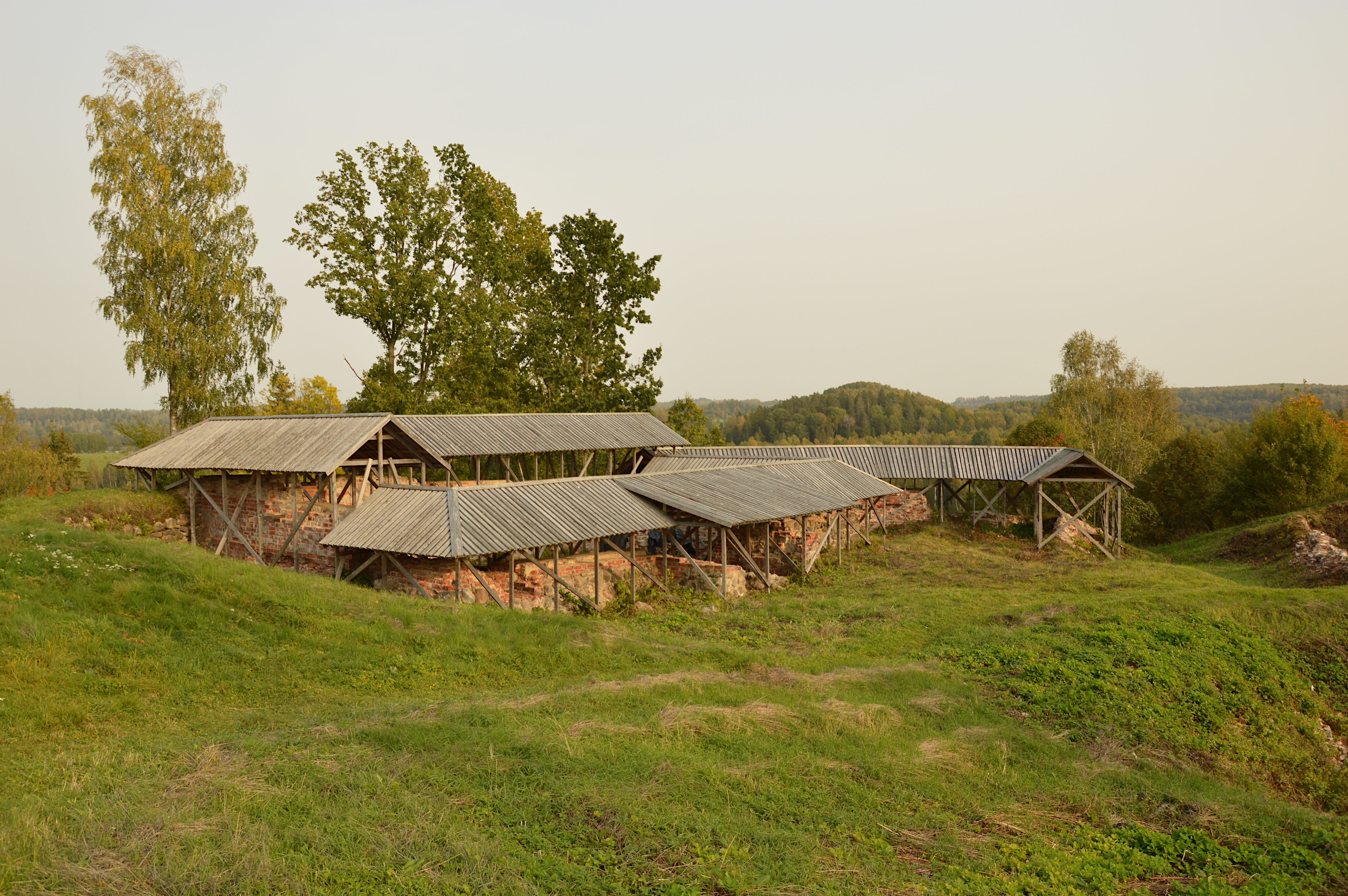
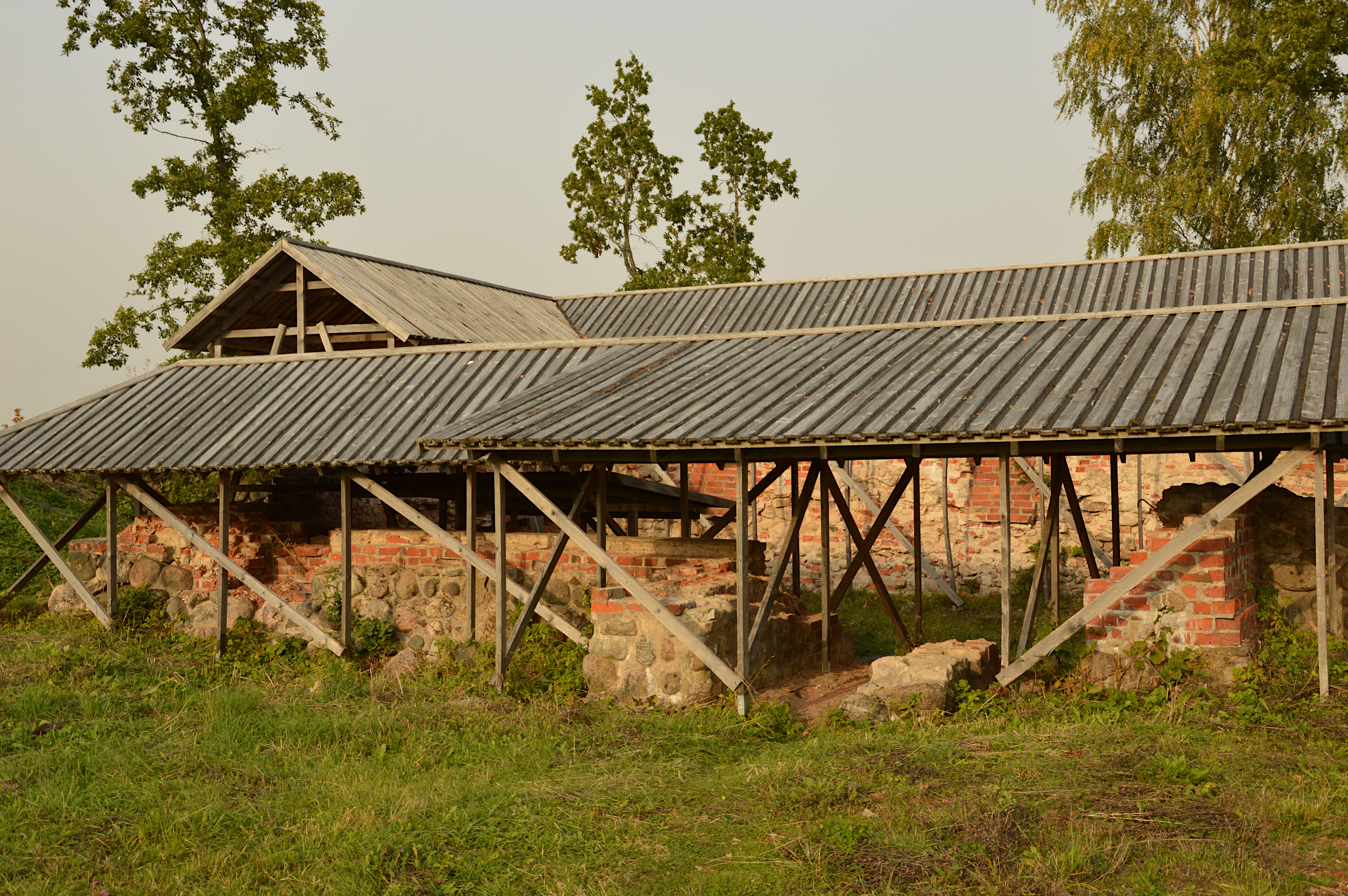
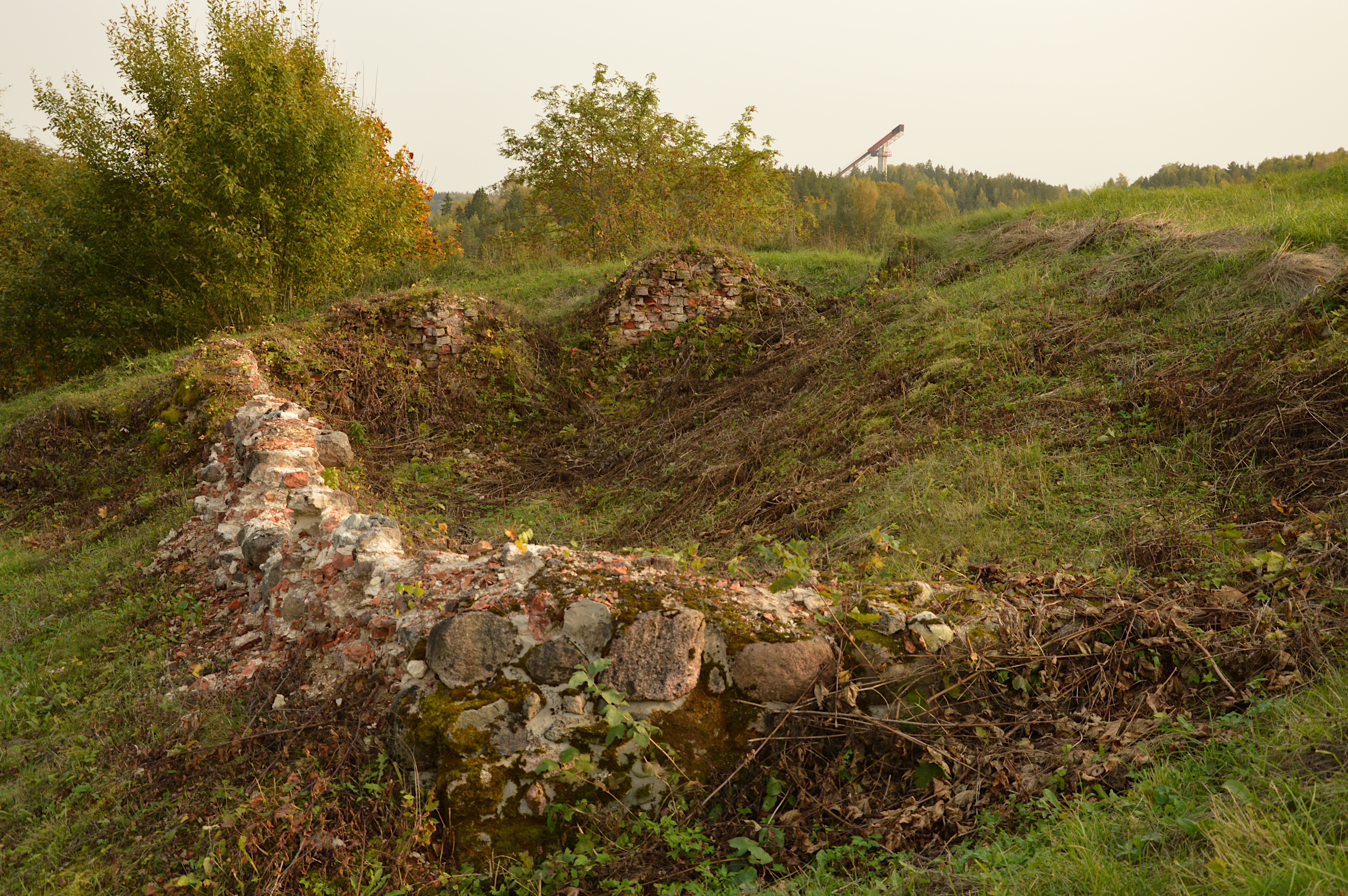